# Esther de Cáceres
María Esther de Cáceres (Montevideo, 4 de setembre de 1903 - Espanya, 3 de febrer de 1971) va ser una poeta, professora i metgessa uruguaiana. Propera al filòsof catòlic Jacques Maritain i al pintor uruguaianocatalà Joaquim Torres-Garcia, va ser membre de l'Acadèmia Nacional de Lletres del seu país, així com ambaixadora de l'Uruguai a Washington DC durant els anys 1960.

## Biografia
Va estudiar a la Universidad de Mujeres (Universitat de les Dones) i a la Facultat de Medicina, i obtingué el doctorat l'any 1929. Poc de temps després es va casar amb el psiquiatre Alfredo Cáceres. Paral·lelament, va ser ajudanta del professor de lletres Osvaldo Crispo Acosta en un dels seus cursos sobre Així parlà Zaratustra, de Nietzsche.
Catòlica, Cáceres va canviar la seva ideologia vers l'anarquisme a edat primerenca, participant igualment en les reunions del Partit Socialista (PSU), abans de trobar a París el filòsof catòlic Jacques Maritain, que la va influenciar considerablement. Va ser l'única que va rebre l'autorització per part de Maritain per traduir la seva obra al castellà amb el títol El campesino de la guerra. També es va interessar molt en la psicoanàlisi i la Bauhaus (el matrimoni Cáceres demana la construcció de la seva casa el 1938 seguint aquest model per l'arquitecte modernista Alfred Jones Brown).
Admiradora incondicional del pintor Joaquim Torres-Garcia, va difondre les seves idees sobre estètica, i a partir de 1944, amb la polèmica sobre les seves muralles, va escriure un article en la seva defensa.
El 1961 va ser acceptada en l'Acadèmia Nacional de Lletres de l'Uruguai, i fou la primera dona a accedir al càrrec. Aquest mateix any, també, el president uruguaià Faustino Harrison la va nomenar adjunta a l'ambaixada del país a Washington DC. Deu anys més tard, va viatjar a Nova York per organitzar una exposició sobre el pintor Torres-Garcia al Museu Guggenheim.
En un dels seus viatges a Espanya, va ser rebuda pel també escriptor Rafael Dieste. Va morir poc de temps després d'una malaltia.

## Obra
- Las ínsulas extrañas (1929).
- Canción de Esther de Cáceres.
- Libro de la Soledad (1933).
- Los Cielos (1935).
- Cruz y éxtasis de la pasión (1936).
- El alma y el ángel (1937).
- Espejo sin muerte (1941).
- Concierto de amor y otros poemas (1944).
- Paso de la noche.
- Los cantos del destierro.
- Tiempo y abismo (1965, Premi nacional de literatura).
- Antología poética, ed. Correo Literario, Buenos Aires, 1945.